# Santa-Marta-Kreischeule
Die Santa-Marta-Kreischeule (Megascops gilesi) ist eine Eulenart aus der Gattung der Kreischeulen (Megascops). Sie ist in der Sierra Nevada de Santa Marta in Kolumbien endemisch. Das Artepitheton ehrt Robert Giles, der die Einrichtung eines Vogelschutzgebietes nahe der Typuslokalität der neuen Eulenart finanziell unterstützte.

## Entdeckungsgeschichte
Von der Entdeckung bis zur wissenschaftlichen Erstbeschreibung dauerte es 98 Jahre. Melbourne Armstrong Carriker sammelte 1919 eine Kreischeule in der Sierra Nevada de Santa Marta im Norden Kolumbiens, die er für eine neue Art hielt. Er sandte den Vogel an Walter Edmond Clyde Todd vom Carnegie Museum of Natural History in Pittsburgh, der den Balg an Waldron DeWitt Miller vom American Museum of Natural History in New York weiterreichte, um ihn mit Proben von anderen Kreischeulenarten vergleichen zu lassen. Auch dort konnte man die Art nicht eindeutig zuordnen. Todd erwähnte den Vogel im Jahr 1922 als Otus choliba subsp. mit der Bemerkung, dass es sich sehr wohl um eine neue Art handeln könnte, jedoch weiteres Material für eine formale Beschreibung benötigt werde. Die erste Stimmenaufzeichnung erfolgte 1994 durch Peter Boesman und Paul Coopmans, eine weitere im Februar 2007 durch Niels Krabbe. Die DNA eines im gleichen Jahr gesammelten, jedoch inzwischen durch Insektenfraß zerstörten Exemplars ergab, dass die offenbar noch unbekannte Art auch genetisch von den meisten Kladen der Gattung Megascops abweicht. Der geringste genetische Abstand (basierend auf Gen-Sequenzen von Cytochrom b) beträgt 5,8 % zur Buschkreischeule (Megascops roboratus) aus Südwest-Ecuador und Nordwest-Peru. Fotos des 2007 gesammelten Vogels wiesen zudem auch große Ähnlichkeit mit dem Balg von 1919 auf. Ein Vergleich dieses Vogels mit der umfangreichen Sammlung von südamerikanischen Kreischeulen im Field Museum of Natural History in Chicago bestätigte den Status der Santa-Marta-Kreischeule als eigenständige Art, was durch die abweichenden Gesänge und die genetische Distanz zu anderen Arten noch hervorgehoben wird. Niels Krabbe veröffentlichte schließlich 2017 die wissenschaftliche Erstbeschreibung und nannte die neue Art Megascops gilesi.

## Merkmale
Die mittelgroße Santa-Marta-Kreischeule erreicht eine Körperlänge von ungefähr 30 cm. Die Ohrbüschel sind kurz, aber sichtbar. Die Augen sind gelb. Der Gesichtsschleier wird von einem relativ unauffälligen, schmalen, dunkelbraunen Rand eingefasst. Scheitel und Rücken weisen gerade und breite dunkle Querstreifen auf. Ein heller, halbverdeckter Nackenfleck wird vom Rücken durch ein kontrastierendes dunkles Band abgesetzt. Die Federn der Unterseite haben wenige schmale, schwärzliche Schaftstriche, die gleichmäßig und weit voneinander entfernt auf dem Bauch verteilt sind und mit hellbraunen Fischgrätenmustern kontrastieren. Der Bauch ist weiß. Die Tarsen sind goldbraun befiedert, die Zehen nackt, der Schnabel blau mit heller Spitze und das Fleisch der Zehen bläulich. Es gibt zwei Farbmorphen, eine zimtgraue oder rötlichbraune und eine Zwischenmorphe aus beiden Färbungen.

## Verbreitung, Lebensraum und Lebensweise

Verbreitungsgebiet der (grün)

Die Santa-Marta-Kreischeule bewohnt den Regenwald in Höhenlagen zwischen 1800 und 2500 m auf dem San-Lorenzo-Rücken im Nordwesten der Sierra Nevada de Santa Marta. Wahrscheinlich könnte die Art auch in geeigneten Lebensräumen in der gesamten Sierra Nevada de Santa Marta vorkommen, möglicherweise bis in Höhen von über 2500 m, jedoch sind weitere Feldstudien erforderlich, um diese Verbreitung zu bestätigen. Die Lebensweise der Santa-Marta-Kreischeule ist nicht hinreichend erforscht. Zum Nahrungsangebot zählen große Käfer.

## Lautäußerungen
Von der ähnlichen und sympatrisch vorkommenden Tropenkreischeule (Megascops choliba) unterscheidet sich die Santa-Marta-Kreischeule vor allem durch ihre Lautäußerungen. Der Gesang besteht aus relativ kurzen, 2,6 bis 3 Sekunden andauernden Staccato-Tönen, die sich wie úúúúú…úú anhören. Die Tonreihe beginnt leise, nimmt dann in der Lautstärke immer mehr zu und endet schließlich abrupt. Die lautesten Gesänge der Männchen erreichen eine Frequenz von 874 Hz, die der Weibchen 1172 Hz.

## Gefährdung und Schutz
Die IUCN nahm die Santa-Marta-Kreischeule 2019 in die Rote Liste gefährdeter Vogelarten auf und klassifiziert die Art als „gefährdet“ (vulnerable). Der Bestand wird auf 2300 bis 7500 Altvögel geschätzt. Sie kommt nur in einem kleinen Bereich vor, in dem die Fläche und die Qualität ihres Lebensraumes abnimmt. Als Hauptbedrohung für die Art gilt der Verlust von Lebensraum durch Abholzung. Die Wälder der Sierra Nevada de Santa Marta wurden seit den 1950er Jahren stark abgeholzt oder durch Brandrodung vernichtet. Etwa 85 % der ursprünglichen Waldbedeckung sind verschwunden. Die Wälder werden hauptsächlich durch nicht-einheimische Baumplantagen (vor allem Kiefern- und Eukalyptusbäume) oder durch Weideland ersetzt.